# Artema atlanta
Artema atlanta Walckenaer, 1837, é uma espécie de aranha da família Pholcidae, conhecida popularmente como "aranha treme-treme". Apresenta corpo delicado e pernas longas, sendo inofensiva para os humanos. Habita ambientes protegidos, como residências e galpões, onde contribui para o controle natural de insetos considerados pragas. A fêmea destaca-se por carregar os ovos diretamente com as quelíceras, demonstrando cuidado maternal incomum entre aranhas.

## Distribuição
A. atlanta é uma aranha cosmopolita, encontrada principalmente em regiões tropicais e subtropicais do mundo. Ela ocorre em várias partes da África, Ásia, Austrália, e também foi registrada em regiões das Américas, como América Central e do Sul, devido à sua capacidade de dispersão associada a ambientes humanos. Essa espécie tem preferência por ambientes abrigados, como interiores de casas, galpões, e outras construções, além de cavernas e áreas rochosas, o que facilita sua ampla distribuição.

No Brasil, Artema atlanta é encontrada em várias regiões, com registros em estados como Ceará, São Paulo, e Rio de Janeiro, entre outros. A presença da espécie em ambientes urbanos e rurais reforça seu papel importante no controle biológico de pragas.

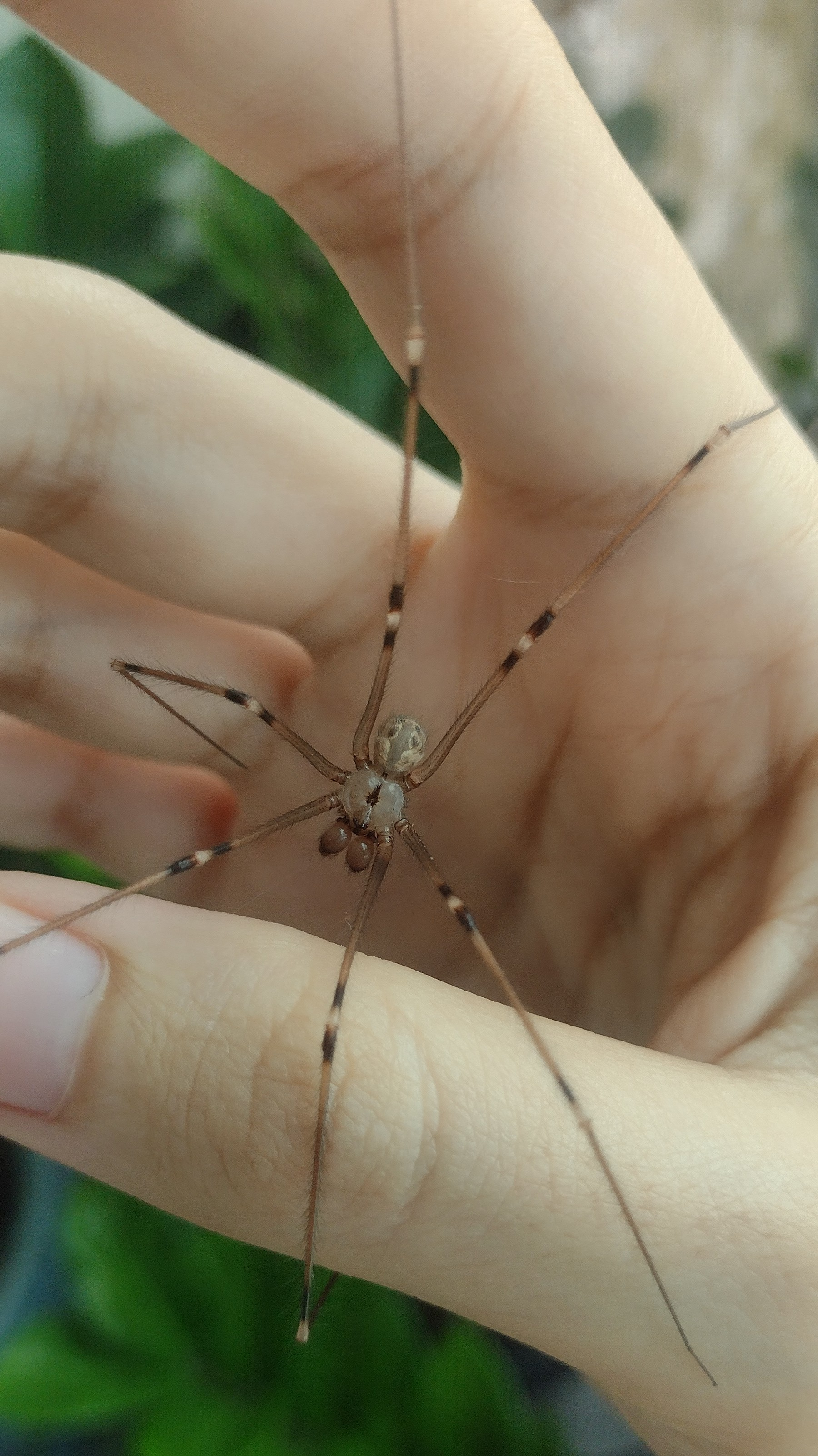
Macho de Artema atlanta da vista dorsal

## Descrição
A. atlanta é uma espécie de aranha da família Pholcidae, conhecida popularmente no Brasil como aranha-perna-de-pau-gigante ou aranha treme-treme, devido ao comportamento característico de vibrar rapidamente o corpo quando se sente ameaçada. Essa vibração serve para confundir predadores e proteger a aranha. É considerada a maior espécie da família Pholcidae, com pernas que podem ultrapassar 10 cm de envergadura, embora seu corpo seja pequeno e delicado.
Como outros membros da família, A. atlanta apresenta corpo frágil e pernas extremamente finas e longas. As fêmeas possuem abdômen mais volumoso, especialmente quando carregam ovos. Os machos se destacam por terem pernas proporcionalmente mais longas e pedipalpos mais desenvolvidos, usados durante a reprodução.
O corpo da espécie é pequeno e delicado, com coloração geralmente que varia entre tons de cinza claro, bege e marrom pálido, o que facilita sua camuflagem em ambientes internos e naturais. As pernas são excepcionalmente longas e finas — uma característica marcante das Pholcidae — podendo medir várias vezes o comprimento do corpo. As aranhas apresentam dimorfismo sexual evidente: os machos possuem pernas relativamente mais longas e um corpo um pouco mais delgado, além de pedipalpos robustos e modificados, enquanto as fêmeas têm abdômen mais robusto, especialmente quando estão carregando ovos.
Artema atlanta é encontrada em ambientes protegidos, como interiores de casas, galpões e cavernas, preferindo locais escuros e pouco movimentados. Apesar de seu corpo frágil, é uma predadora eficaz, alimentando-se principalmente de pequenos insetos domésticos que capturam em suas teias irregulares.

## Morfologia

### Corpo e pernas
O corpo de Artema atlanta é dividido em cefalotórax e abdômen, ambos pequenos e de formato ovalado. O cefalotórax é alongado e estreito, suportando um conjunto de seis olhos organizados em dois grupos de três, característica típica da família Pholcidae. As pernas são extremamente longas, finas e articuladas, com a primeira par geralmente sendo a mais longa, favorecendo a movimentação ágil e a captura das presas. As pernas apresentam pouca pilosidade, o que contribui para a aparência delicada e esguia da aranha.
Os machos apresentam pernas proporcionalmente mais longas do que as fêmeas, além de pedipalpos notavelmente mais robustos e modificados, conhecidos popularmente como “luvinhas”. Esses pedipalpos robustos são estruturas especializadas usadas na transferência de esperma durante a reprodução, sendo uma característica sexual secundária importante na espécie. Já as fêmeas possuem abdômen maior e mais arredondado, especialmente visível quando estão grávidas ou carregando ovos.

### Quelíceras e cuidado parental
As quelíceras são estruturas localizadas próximas à boca, parecidas com “garras” pequenas, usadas para morder e manipular alimentos. Na fêmea de Artema atlanta, as quelíceras desempenham papel fundamental no cuidado parental: em vez de construir um casulo de seda preso à teia, a fêmea carrega os ovos diretamente com as quelíceras, segurando-os em uma massa esférica envolta por uma seda fina. Durante o período em que carrega os ovos, que pode durar vários dias, a fêmea permanece praticamente imóvel e não se alimenta, demonstrando um elevado grau de cuidado parental incomum para aranhas.

### Ovos e prole
Os ovos de Artema atlanta são relativamente grandes em comparação com outras espécies da família Pholcidae, reunidos em uma massa esférica protegida por uma fina camada de seda. A fêmea carrega essa massa com as quelíceras, mantendo-a próxima ao seu corpo enquanto aguarda a eclosão dos filhotes. Após a eclosão, os filhotes permanecem próximos da mãe por um curto período antes de se dispersarem para iniciar sua vida independente.

## Comportamento
Assim como outras aranhas da família Pholcidae, A. atlanta é inofensiva aos seres humanos. Seu comportamento é discreto, permanecendo imóvel na teia irregular, construída em cantos protegidos. Quando ameaçada, exibe o comportamento típico da família, vibrando rapidamente o corpo ou a teia — comportamento que originou o nome popular "treme-treme".

## Alimentação
Apesar da aparência frágil, A. atlanta é eficiente no controle de pragas domésticas, alimentando-se de pequenos insetos como mosquitos, traças, formigas e até outras aranhas menores que fiquem presas em sua teia.

## Reprodução e cuidado parental
Após o acasalamento, a fêmea carrega dezenas de ovos com as quelíceras — estruturas semelhantes a pequenas "garras" localizadas na frente da boca, normalmente usadas para morder as presas. Diferente de outras aranhas que constroem casulos de seda para proteger os ovos, A. atlanta mantém os ovos suspensos pelas quelíceras.

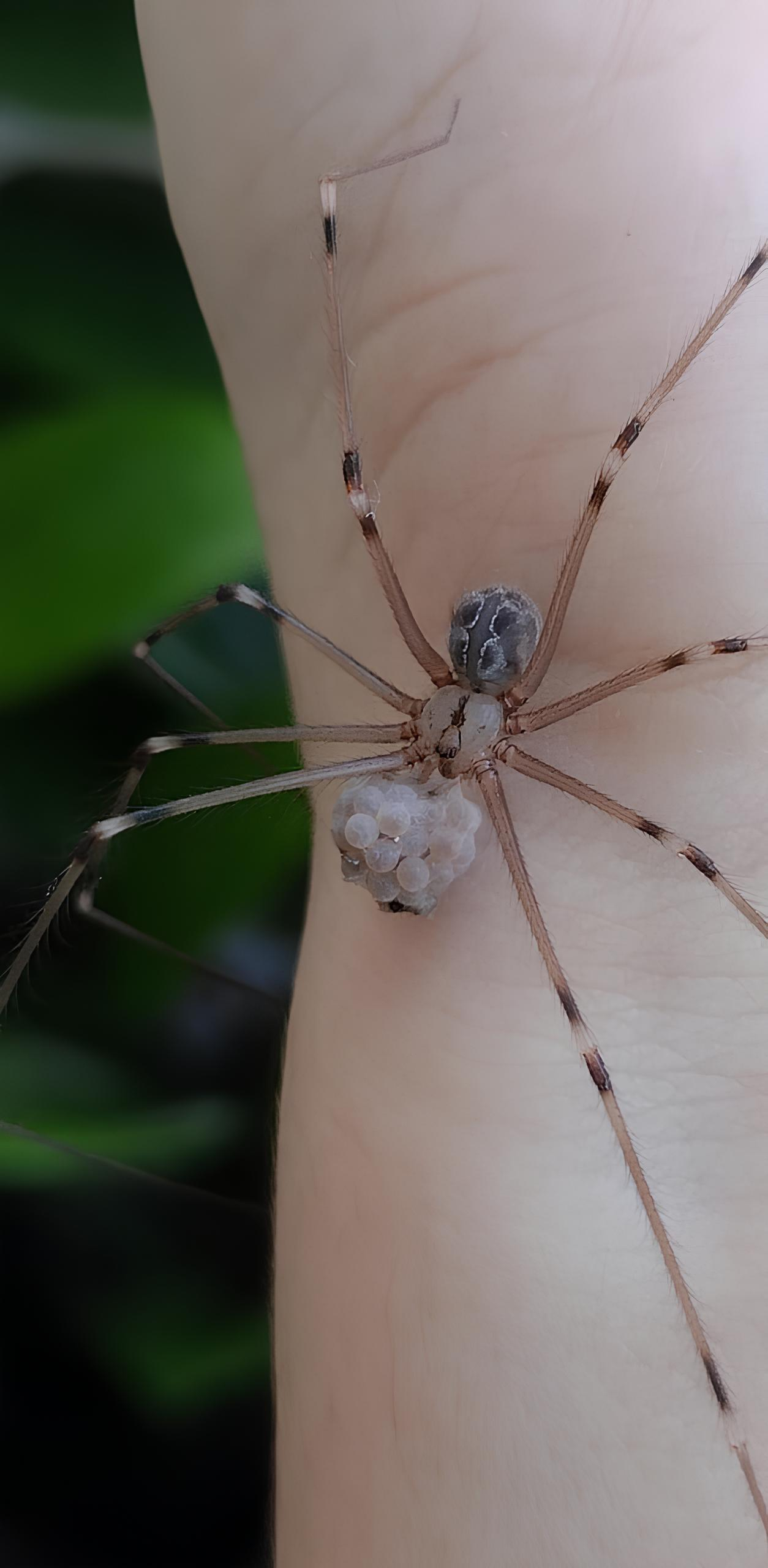
Fêmea de Artema Atlanta carregando ovos com as quelíceras

Os ovos ficam reunidos em uma massa esférica, envolta por uma camada fina de seda que mantém os ovos unidos e protegidos. Durante esse período, a fêmea permanece na teia, praticamente imóvel e sem se alimentar, pois suas quelíceras estão ocupadas com a ninhada. Esse comportamento representa um exemplo de cuidado parental relativamente elevado entre aranhas.
Quando os filhotes nascem, permanecem por um tempo próximos à mãe, mas depois se dispersam sozinhos.

## Importância ecológica
Artema atlanta auxilia no controle natural de pequenos insetos e outras pragas domésticas, desempenhando um papel relevante em ecossistemas urbanos.

## Nome popular e etimologia
No Brasil, é conhecida como aranha-perna-de-pau-gigante ou simplesmente treme-treme, em referência ao comportamento de vibrar rapidamente quando se sente ameaçada. O nome científico Artema atlanta foi atribuído por Walckenaer em 1837.

## Anatomia
Como as demais Pholcidae, possui:
Quelíceras: usadas para morder e, no caso das fêmeas, para carregar os ovos.
Pedipalpos: estruturas semelhantes a "luvinhas" próximas à boca, usadas pelos machos na reprodução.
Ovos: dispostos em massas esféricas e carregados com as quelíceras.

## Curiosidades
A fêmea pode carregar dezenas de ovos sem se alimentar, demonstrando dedicação incomum entre aranhas.
Apesar da aparência frágil, é eficiente como predadora de pequenos insetos.
As pernas longas e o movimento vibratório renderam o apelido "treme-treme" no Brasil.